# Юратишки
Юрати́шки (біл. Юрацішкі) — селище міського типу в Гродненській області Білорусі, в Ів'євському районі.
Населення селища становить 1,5 тис. осіб (2006).
| Білорусь | Це незавершена стаття з географії Білорусі. Ви можете допомогти проєкту, виправивши або дописавши її. |